# Euphorbia grandidens
Euphorbia grandidens är en törelväxtart som beskrevs av Adrian Hardy Haworth. Euphorbia grandidens ingår i släktet törlar, och familjen törelväxter. Inga underarter finns listade i Catalogue of Life.

## Bildgalleri

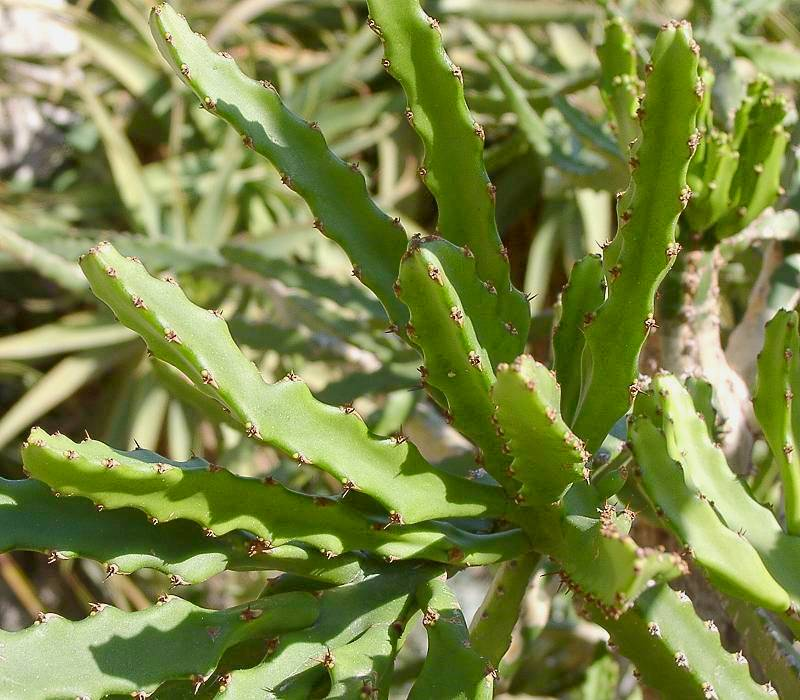
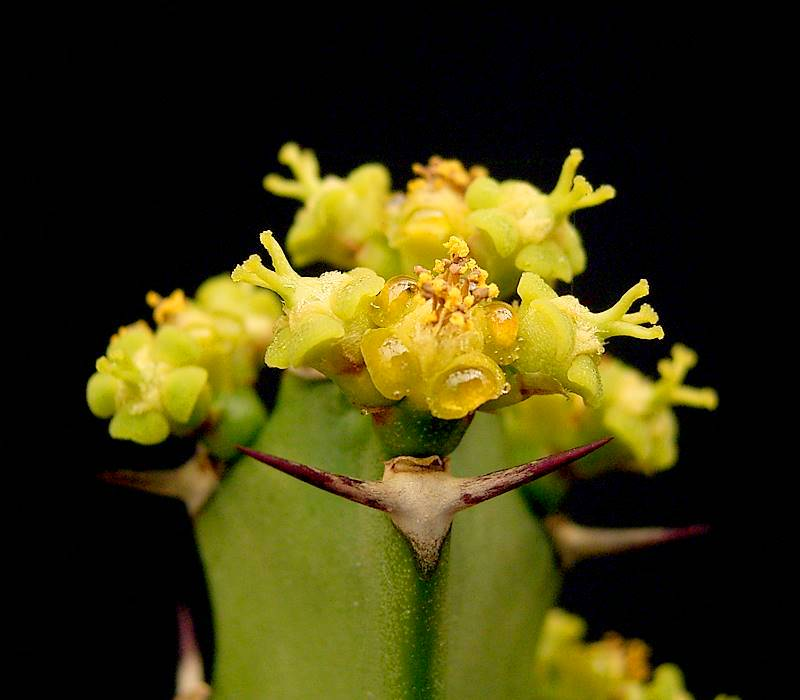
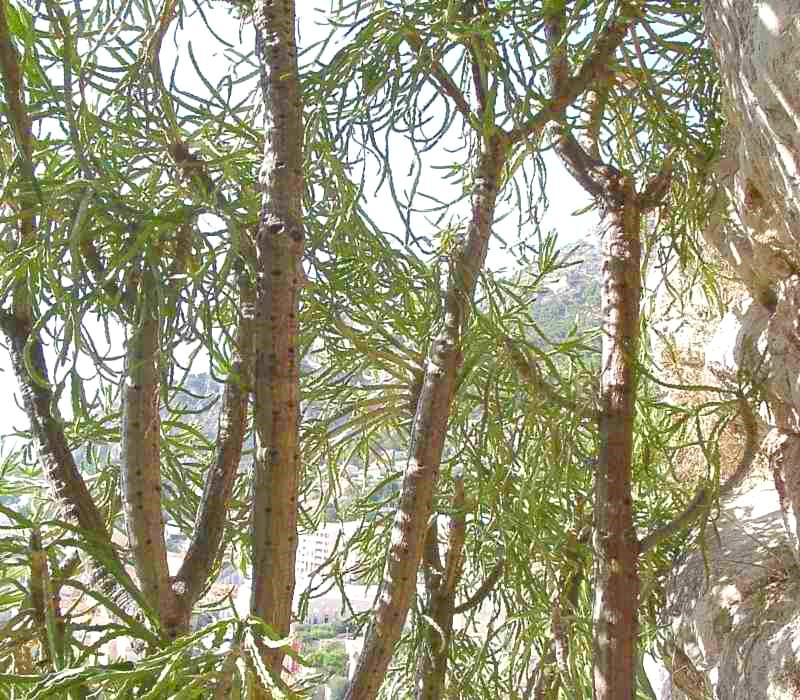
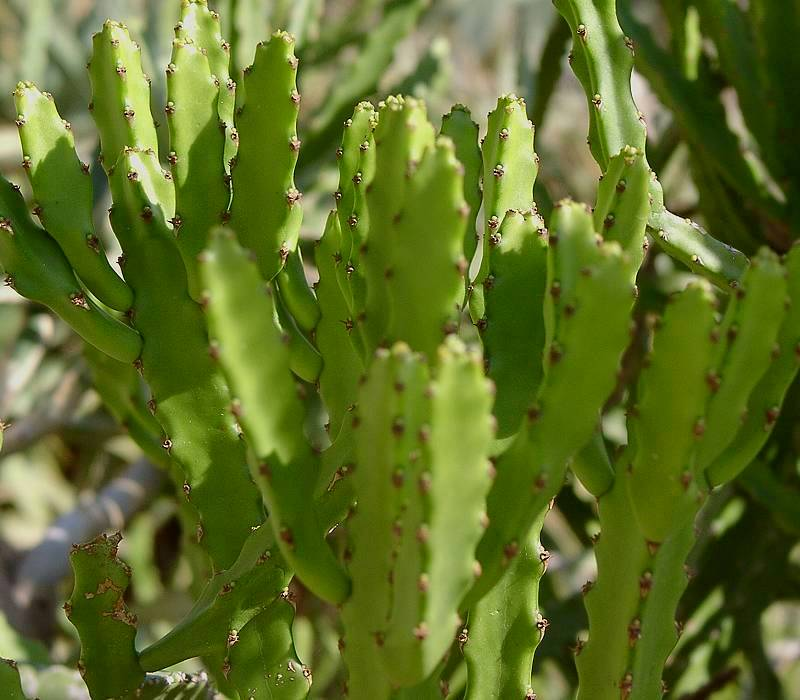
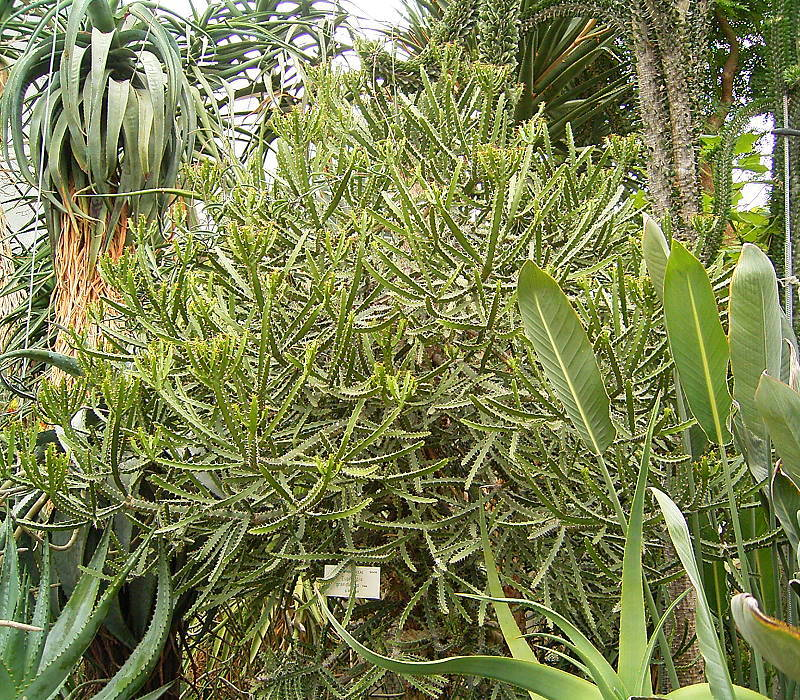
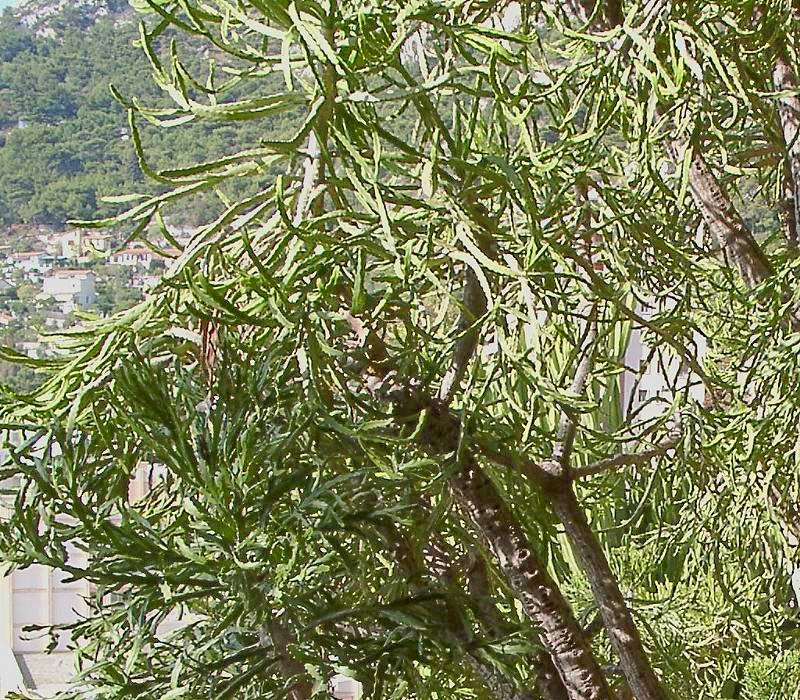